# Корсаково (Орловська область)
Корсаково (рос. Корсаково) — село у Корсаковському районі Орловської області Російської Федерації.
Населення становить 1452 особи. Входить до муніципального утворення Корсаковське сільське поселення.

## Історія
Населений пункт розташований у межах Чорнозем'я та історичного Дикого Поля. Від 30 липня 1928 року у складі Орловського округу Центрально-Чорноземної області, 13 червня 1934 року після ліквідації Центрально-Чорноземної області населений пункт увійшов до складу новоствореної Курської області.
З 27 вересня 1937 року в складі новоствореної Орловської області.
Від 2013 року входить до муніципального утворення Корсаковське сільське поселення.

## Населення
| 1857 | 1939 | 1959 | 2002  | 2010  |
| ---- | ---- | ---- | ----- | ----- |
| 180  | ↗730 | ↘729 | ↗1485 | ↘1452 |